# Chambly (Oise)
Chambly je francouzská obec v departementu Oise v regionu Hauts-de-France. V roce 2010 zde žilo 9 438 obyvatel. V Chambly se nachází neolitické naleziště „La Fosse aux Moines“. Významnými pamětihodnostmi jsou též tři sakrální stavby. Kostel Notre-Dame, jež byl postaven ve 13. a 14. století, nese označení Monument historique; v obci se nachází též románská kaple svatého Albína a kaple svatého Roberta.

## Vývoj počtu obyvatel
Počet obyvatel 

## Partnerská města
- Acate
- Chambly